# Copa ULEB 2010-11
La Copa ULEB 2010-11 és la novena edició de la segona competició europea de clubs de bàsquet a Europa. L'organització de l'esdeveniment va a càrrec de la Unió de Lligues Europees de Basquetbol.

## Fase Prèvia

### Primera Ronda de classificació
29 de setembre i 6 d'octubre de 2010.
| Partit | Equip 1             | Resultat global | Equip 2                | Resultat anada | Resultat tornada |
| ------ | ------------------- | --------------- | ---------------------- | -------------- | ---------------- |
| 1      | Besiktas JK         | 149-137         | Frankfurt Skyliners    | 68-61          | 84-76            |
| 2      | Hapoel Jerusalem BC | 146-131         | Liège Basket           | 62-59          | 84-73            |
| 3      | Aris BC             | 170-167         | Lukoil Academic        | 78-74          | 92-93            |
| 4      | Gran Canaria 2014   | 165-131         | KK Zagreb              | 69-71          | 96-60            |
| 5      | BC Azovmaix         | 155-145         | Entente Orléanaise     | 76-80          | 79-65            |
| 6      | BK Spartak SP       | 136-139         | Galatasaray Café Crown | 58-69          | 78-70            |
| 7      | Benetton Treciso    | 181-118         | APOEL BC               | 97-55          | 84-63            |
| 8      | MBC Dinamo Moscou   | 134-169         | KK Cedevita            | 61-97          | 73-72            |

## Fase de grups

### Grup A
| Equip         | PJ | PG | PP | PF  | PC  | DP   |
| ------------- | -- | -- | -- | --- | --- | ---- |
| UNICS Kazan   | 6  | 5  | 1  | 507 | 379 | +128 |
| Le Mans       | 6  | 4  | 2  | 426 | 429 | -3   |
| Banvit BK     | 6  | 2  | 4  | 402 | 474 | -72  |
| EWE Oldenburg | 6  | 1  | 5  | 435 | 488 | -53  |

### Grup B
| Equip        | PJ | PG | PP | PF  | PC  | DP  |
| ------------ | -- | -- | -- | --- | --- | --- |
| BG Göttingen | 6  | 4  | 2  | 478 | 442 | +36 |
| KK Hemofarm  | 6  | 3  | 3  | 496 | 512 | -16 |
| ASVEL Basket | 6  | 3  | 3  | 494 | 506 | -12 |
| Besiktas JK  | 6  | 2  | 4  | 516 | 524 | -8  |

### Grup C
| Equip             | PJ | PG | PP | PF  | PC  | DP  |
| ----------------- | -- | -- | -- | --- | --- | --- |
| Gran Canaria 2014 | 5  | 4  | 1  | 401 | 336 | +65 |
| BC Budivelnyk     | 6  | 4  | 2  | 397 | 391 | +6  |
| KK Budućnost      | 5  | 3  | 2  | 371 | 356 | +15 |
| KK Šiauliai       | 6  | 0  | 6  | 420 | 506 | -86 |

### Grup D
| Equip               | PJ | PG | PP | PF  | PC  | DP  |
| ------------------- | -- | -- | -- | --- | --- | --- |
| Aris BC             | 6  | 5  | 1  | 514 | 462 | +52 |
| KK Cedevita         | 6  | 4  | 2  | 484 | 479 | +5  |
| BC Azovmaix         | 6  | 2  | 4  | 492 | 504 | -12 |
| Hapoel Gilboa Galil | 6  | 1  | 5  | 492 | 537 | -45 |

### Grup E
| Equip           | PJ | PG | PP | PF  | PC  | DP  |
| --------------- | -- | -- | -- | --- | --- | --- |
| Galatasaray SK  | 6  | 4  | 2  | 441 | 374 | +67 |
| Panellinios BC  | 6  | 4  | 2  | 366 | 375 | -9  |
| Bennet Cantú    | 6  | 3  | 3  | 413 | 398 | +15 |
| GasTerra Flames | 6  | 1  | 5  | 365 | 438 | -73 |

### Grup F
| Equip             | PJ | PG | PP | PF  | PC  | DP  |
| ----------------- | -- | -- | -- | --- | --- | --- |
| Benetton Treviso  | 6  | 6  | 0  | 454 | 414 | +40 |
| ASEFA Estudiantes | 6  | 3  | 3  | 483 | 462 | +21 |
| PAOK BC           | 6  | 3  | 3  | 449 | 438 | +11 |
| Chorale Roanne    | 6  | 0  | 6  | 423 | 495 | -72 |

### Grup G
| Equip                 | PJ | PG | PP | PF  | PC  | DP  |
| --------------------- | -- | -- | -- | --- | --- | --- |
| ČEZ Nymburk           | 6  | 4  | 2  | 496 | 473 | +23 |
| Cajasol Sevilla       | 6  | 3  | 3  | 494 | 478 | +16 |
| Hapoel Jerusalem B.C. | 6  | 3  | 3  | 466 | 463 | +3  |
| BK VEF Rīga           | 6  | 2  | 4  | 472 | 514 | -42 |

### Grup H
| Equip           | PJ | PG | PP | PF  | PC  | DP  |
| --------------- | -- | -- | -- | --- | --- | --- |
| ALBA Berlín     | 6  | 6  | 0  | 496 | 414 | +82 |
| Pepsi Caserta   | 6  | 3  | 3  | 472 | 463 | +9  |
| Krasnye Krylya  | 6  | 2  | 4  | 478 | 502 | -24 |
| Anwil Włocławek | 6  | 1  | 5  | 470 | 537 | -67 |

## Top 16

### Grup I
| Equip             | PJ | PG | PP | PF  | PC  | DP  |
| ----------------- | -- | -- | -- | --- | --- | --- |
| UNICS Kazan       | 6  | 4  | 2  | 492 | 459 | +33 |
| KK Cedevita       | 6  | 4  | 2  | 513 | 531 | -18 |
| Gran Canaria 2014 | 6  | 2  | 4  | 482 | 484 | -2  |
| KK Hemofarm       | 6  | 2  | 4  | 453 | 466 | -13 |

### Grup J
| Equip         | PJ | PG | PP | PF  | PC  | DP  |
| ------------- | -- | -- | -- | --- | --- | --- |
| BC Budivelnyk | 6  | 4  | 2  | 417 | 413 | +4  |
| BG Göttingen  | 6  | 4  | 2  | 433 | 416 | +17 |
| Le Mans       | 6  | 2  | 4  | 444 | 445 | -1  |
| Aris BC       | 6  | 2  | 4  | 443 | 463 | -20 |

### Grup K
| Equip             | PJ | PG | PP | PF  | PC  | DP  |
| ----------------- | -- | -- | -- | --- | --- | --- |
| ASEFA Estudiantes | 6  | 5  | 1  | 489 | 459 | +30 |
| Pepsi Caserta     | 6  | 5  | 1  | 474 | 453 | +21 |
| Galatasaray SK    | 6  | 2  | 4  | 409 | 421 | -12 |
| ČEZ Nymburk       | 6  | 0  | 6  | 451 | 490 | -39 |

### Grup L
| Equip            | PJ | PG | PP | PF  | PC  | DP  |
| ---------------- | -- | -- | -- | --- | --- | --- |
| Benetton Treviso | 6  | 5  | 1  | 461 | 426 | +35 |
| Cajasol Sevilla  | 6  | 5  | 1  | 476 | 440 | +36 |
| Panellinios BC   | 6  | 1  | 5  | 451 | 477 | -26 |
| ALBA Berlín      | 6  | 1  | 5  | 434 | 479 | -45 |

## Quarts de final
23 de març i 30 de març de 2011.
| Partit | Equip 1           | Resultat global | Equip 2         | Resultat anada | Resultat tornada |
| ------ | ----------------- | --------------- | --------------- | -------------- | ---------------- |
| 1      | UNICS Kazan       | 169-161         | Pepsi Caserta   | 90-84          | 79-77            |
| 2      | BC Budivelnyk     | 129-154         | Cajasol Sevilla | 49-67          | 80-77            |
| 3      | ASEFA Estudiantes | 153-171         | KK Cedevita     | 81-90          | 72-81            |
| 4      | Benetton Treviso  | 150-128         | BG Göttingen    | 66-66          | 84-62            |

## Final Four
|  | Semifinals           | Semifinals      |    |  | Final                | Final |  |
|  |                      |                 |    |  |                      |       |  |
|  | 16 d'abril – Treviso |                 |    |  |                      |       |  |
|  | UNICS Kazan          | 87              |    |  |                      |       |  |
|  | KK Cedevita          | 66              |    |  |                      |       |  |
|  |                      |                 |    |  |                      |       |  |
|  |                      |                 |    |  | 17 d'abril – Treviso |       |  |
|  |                      |                 |    |  | UNICS Kazan          | 92    |  |
|  |                      | Cajasol Sevilla | 77 |  |                      |       |  |
|  |                      |                 |    |  |                      |       |  |
|  |                      |                 |    |  |                      |       |  |
|  |                      |                 |    |  |                      |       |  |
|  | 16 d'abril – Treviso |                 |    |  |                      |       |  |
|  | Cajasol Sevilla      | 75              |    |  |                      |       |  |
|  | Benetton Treviso     | 63              |    |  |                      |       |  |

### Semifinals
|     | Equip 1         | Resultat | Equip 2          |
| --- | --------------- | -------- | ---------------- |
| SF1 | UNICS Kazan     | 87-66    | KK Cedevita      |
| SF2 | Cajasol Sevilla | 75-63    | Benetton Treviso |

### Final
|   | Equip 1     | Resultat | Equip 2         |
| - | ----------- | -------- | --------------- |
| F | UNICS Kazan | 92-77    | Cajasol Sevilla |